# Antonio Granger
Carl Antonio Granger, (Detroit, Míchigan, 6 de junio de 1976) es un exjugador estadounidense. Con 2.01 de estatura, jugaba en la posición de alero. Su carrera deportiva la desarrolló entre la LEGA, la ACB, Liga Turca y Liga Rusa.

## Equipos
- High School. Denby (Detroit, Míchigan)  Estados Unidos.
- 1994-1998 Boston College  Estados Unidos.
- 1998-1999 Mabo Pistoia. 3 partidos  Italia.
- 1998-2000 Pepsi Rimini  Italia.
- 2000-2001 Fila Biella  Italia.
- 2001-2002 Caja San Fernando  España.
- 2001-2002 Kinder Bolonia  Italia.
- 2002-2004 Efes Pilsen Estambul  Turquía.
- 2004-2005 CSKA Moscú  Rusia.
- 2005-2007 Efes Pilsen Estambul  Turquía.